# Ruthéniens
Ruthènes
Ne doit pas être confondu avec Rusyn, Rusyns ou Ruthènes.
Le terme de « Ruthènes » est un exonyme d'origine latine autrefois utilisés pour désigner les Slaves de l'Est, en particulier à la fin du Moyen Âge et au début de l'époque moderne. Le terme latin de Rutheni était utilisé dans les sources médiévales pour décrire tous les Slaves orientaux du grand-duché de Lituanie, soit les ancêtres des Biélorusses, des Rusynes et des Ukrainiens modernes,. L'utilisation de l'exonyme ruthènes s'est poursuivie jusqu'au début de la période moderne, portant plusieurs sens et connotations distinctes, à la fois en termes de localisation géographique et d'appartenance religieuse (telle que l'affiliation à l'Église gréco-catholique ruthène,,,.
Dans les sources médiévales, le terme de « Ruthènes » était communément appliqué aux Slaves de l'Est en général, englobant ainsi tous les endonymes locaux sous leurs diverses formes. En optant pour l'utilisation de termes exonymiques, les auteurs qui écrivaient en latin étaient soulagés de la nécessité d'être précis dans leur description des populations locales ; et cette qualité est toujours reconnue par les auteurs modernes, principalement occidentaux, en particulier ceux qui préfèrent utiliser des exonymes plutôt que des endonymes,,.
Au cours de la période moderne, l'exonyme ruthène était le plus souvent appliqué à la population slave orientale de la république des Deux Nations, soit essentiellement les ancêtres des Biélorusses dans le grand-duché de Lituanie et les ancêtres des Ukrainiens dans la couronne du royaume de Pologne,. Dans l'ancienne monarchie austro-hongroise, ce même terme de Ruthènes a été utilisé jusqu'en 1918 comme exonyme officiel pour l'ensemble de la population ukrainienne vivant à l'intérieur des frontières de la monarchie,.

## Histoire
Le nom de Ruteni, qui était également celui d'une tribu celte éteinte et sans lien de parenté avec les Slaves Orientaux, a été utilisé pour la première fois en référence aux habitants de la Rus' dans les Annales Augustani de 1089. Il était en concurrence avec le nom Rucenus (pluriel Ruceni ), lequel dérivait, selon le slaviste Boris Unbegaun, de Rusyn. Le baron Herberstein, décrivant le pays de Russia, habité par les Rutheni qui s'appellent eux-mêmes Russi, a affirmé que le premier des gouverneurs qui gouvernent la Russia est le grand-duc de Moscou, le deuxième est le grand-duc de Lituanie et le troisième est le roi de Pologne,.
Selon le professeur John-Paul Himka de l'Université de l'Alberta, le mot Ruthéni ne servait pas à désigner les Russes modernes, lesquels étaient connus sous le nom de Moscovitæ, (les « Moscovites »). Vassili III de Russie, qui régna sur le grand-duché de Moscou au XVIe siècle, était pourtant connu dans les sources latines européennes sous le nom de Rhuteni Imperator. Le mercenaire français Jacques Margeret, dans son ouvrage Estat de l'empire de Russie, et grande duché de Moscovie (1607), explique que le nom de « Moscovites »  est impropre ; les habitants se désignant eux-mêmes sous le terme de rusaki, et que seuls les gens de la capitale s'appelaient « Moscovites ». Margeret considère que cette erreur est plus grave encore quesi on appelait tous les Français des « Parisiens »,. Le professeur David Frick de l'Institut de recherche ukrainien de Harvard a également trouvé à Vilnius des documents datant de 1655, qui prouvent que les Moscovitae étaient également connus en Lituanie sous le nom de Rutheni. Le poète portugais du XVIe siècle Le Camoëns écrit d'ailleurs dans la Louisiade (Chant III, 11), qu' .. Entre este mar e o Tánais vive estranha Gente: Rutenos, Moscos e Livónios, Sármatas outro tempo... , faisant ainsi la distinction entre les Ruthènes et les Moscovites.
Après les partages de la Pologne, le terme de Ruthène s'est mis à désigner exclusivement les habitants des régions russophones et ukrainiennes de l'Empire austro-hongrois, qui vivaient notamment dans le royaume de Galicie et de Lodomérie, en Bucovine et en Transcarpatie.
En 1843, à la demande du cardinal Mihail Lewicki, le terme de Ruthène devient le nom officiel des Rusyns et des Ukrainiens vivant au sein de l'empire d'Autriche. En 1900, de plus en plus de « Ruthènes » commencent à se désigner eux-mêmes comme « Ukrainiens ». Avec l'émergence du nationalisme ukrainien au milieu du XIXe siècle, l'utilisation du terme « ruthène » et des termes apparentés tombe en désuétude dans l'est et le centre de l'Ukraine ; puis, quelques décennies plus tard, en Ukraine occidentale. Au début du XXe siècle, le terme d'« Ukrainien »s'impose définitivement.
Après la dissolution de l'Empire austro-hongrois en 1918, de nouveaux États sont apparus et ont été dissous ; les frontières ont changé fréquemment. Après plusieurs années, les régions ruthènes et ukrainiennes de l'est de l'Autriche-Hongrie se retrouvèrent divisées entre la Tchécoslovaquie, la Pologne et la Roumanie.
En commentant la partition de la Tchécoslovaquie par l'Allemagne nazie en mars 1939, le diplomate américain George Kennan a noté : « À ceux qui se demandent si ces paysans sont russes ou ukrainiens, il n'y a qu'une seule réponse. Ils ne sont ni l'un ni l'autre. Ce sont simplement des Ruthènes. » Le spécialiste de l'Europe centrale Paul R. Magocsi souligne que les Rusyns modernes ont « le sentiment d'avoir une nationalité distincte des Ukrainiens » et associent souvent les Ukrainiens aux Soviétiques ou aux communistes. 
À la suite de l'élargissement de l’Ukraine soviétique après la Seconde Guerre mondiale, plusieurs groupes qui ne s’étaient pas auparavant considérés comme Ukrainiens ont été fusionnés dans l’identité ukrainienne.

## Les «Ruthènes» en Pologne

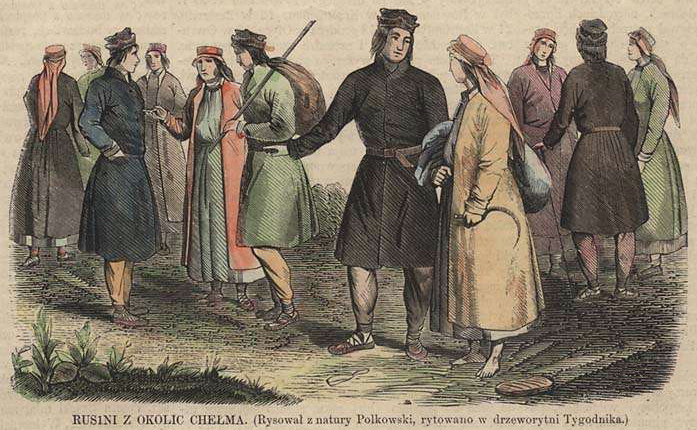
Ruthènes de Kholm (Chełm) en 1861.

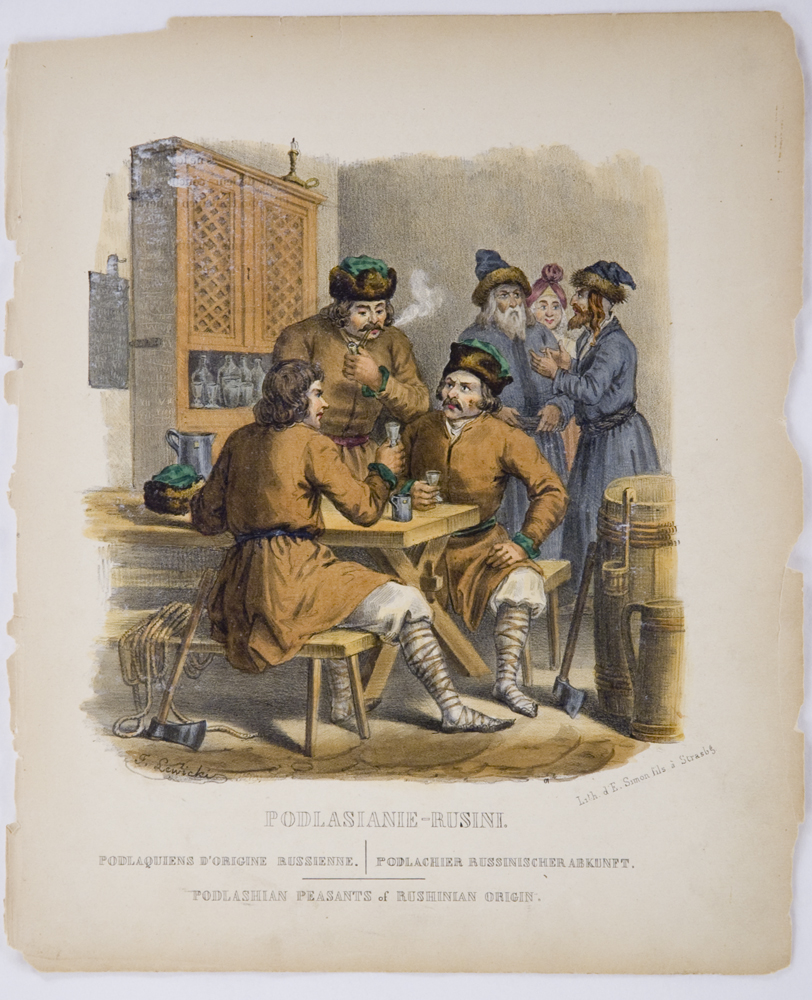
Ruthènes de Podlachie dans la seconde moitié du XIXe siècle.

Durant l'entre-deux-guerres, le terme de rusyn (« Ruthène ») était toujours appliqué aux habitants des Kresy Wschodnie (« confins orientaux », les régions frontalières orientales) de la Deuxième République polonaise ; étaient compris les Ukrainiens, les Rusyns et les Lemkos, ou encore les membres des Églises uniates ou gréco-catholiques. En Galicie, le gouvernement polonais tente activement de remplacer toutes les références aux « Ukrainiens » par l’ancien mot rusini (« Ruthènes »).
Le recensement polonais de 1921 ne perçoit les Ukrainiens que comme des Ruthènes, alors que les Biélorusses étaient déjà devenus une nation à part entière, dont le nom se traduisait en polonais par « Ruthènes blancs » (Białorusini). Cependant, le recensement polonais de 1931 compte le biélorusse, l'ukrainien et le rusyn comme des catégories linguistiques distinctes, et les résultats du recensement étaient sensiblement différents des précédents. Selon l'historien Paul Robert Magocsi, la politique gouvernementale polonaise des années 1930 a poursuivi une stratégie de tribalisation, considérant divers groupes ethnographiques (à savoir les Lemkos, les Boykos et les Hutsuls, ainsi que les Vieux-Ruthènes et Russophiles de Galicie (en)) comme différents des autres Ukrainiens, et offrant un enseignement en langue lemkovienne dans les écoles publiques établies dans la Lemkovie la plus occidentale.

## Les Rusyns et les Ruthènes
À la fin du XIXe siècle, un degré de confusion s'ajoute, alors que certains commencent à restreindre l'utilisation du terme de « Ruthènes » pour désigner uniquement les populations slaves orientales des Carpates se considérant généralement comme distinctes des Ukrainiens et que l'on désigne aujourd'hui sous le nom de « Rusyns ».
Cette appellation fut interdite en Union soviétique à la fin de la Seconde Guerre mondiale.
Le gouvernement slovaque a proclamé les Rusyn (Rusíni) comme minorité nationale distincte en 1991 et a reconnu la langue rusyn comme langue distincte en 1995.

## Géographie
À partir du IXe siècle, la Rus' de Kiev était connue en Europe occidentale sous divers noms dérivés de son nom slave ; la version latinisé de « Ruthénie » étant la plus prévalente.

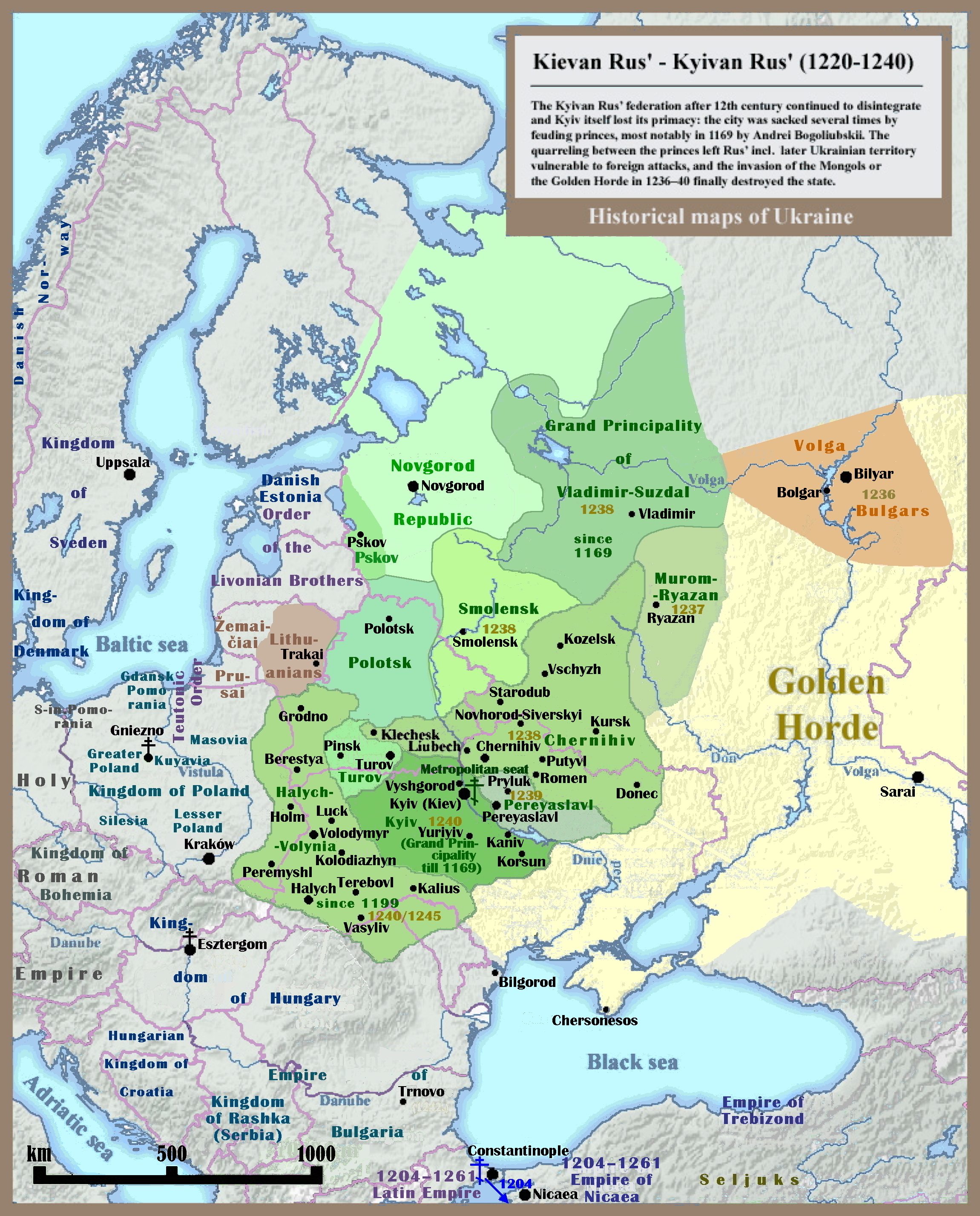
La Rus' de Kiev ou Ruthénie vers 1220-1240.
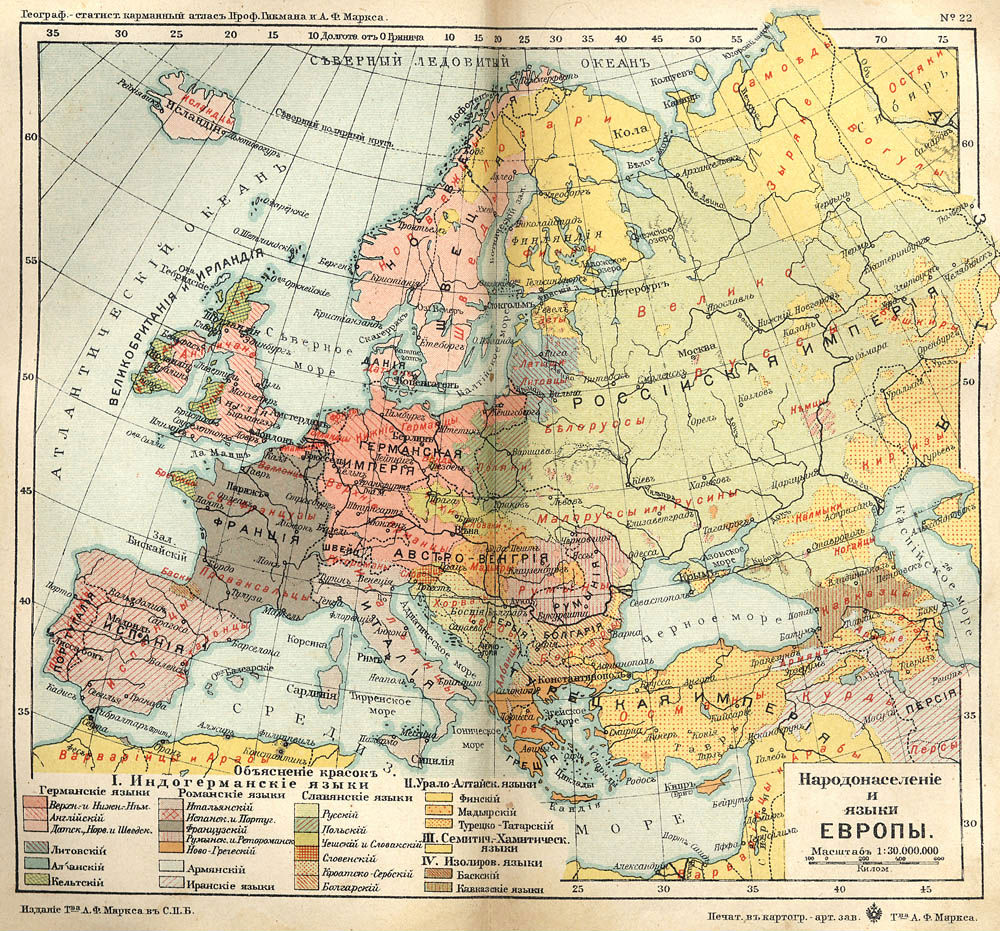
Cette carte linguistique de 1907 désigne les Ukrainiens sous les noms de « Ruthènes » ou de « Petits-Russiens ».
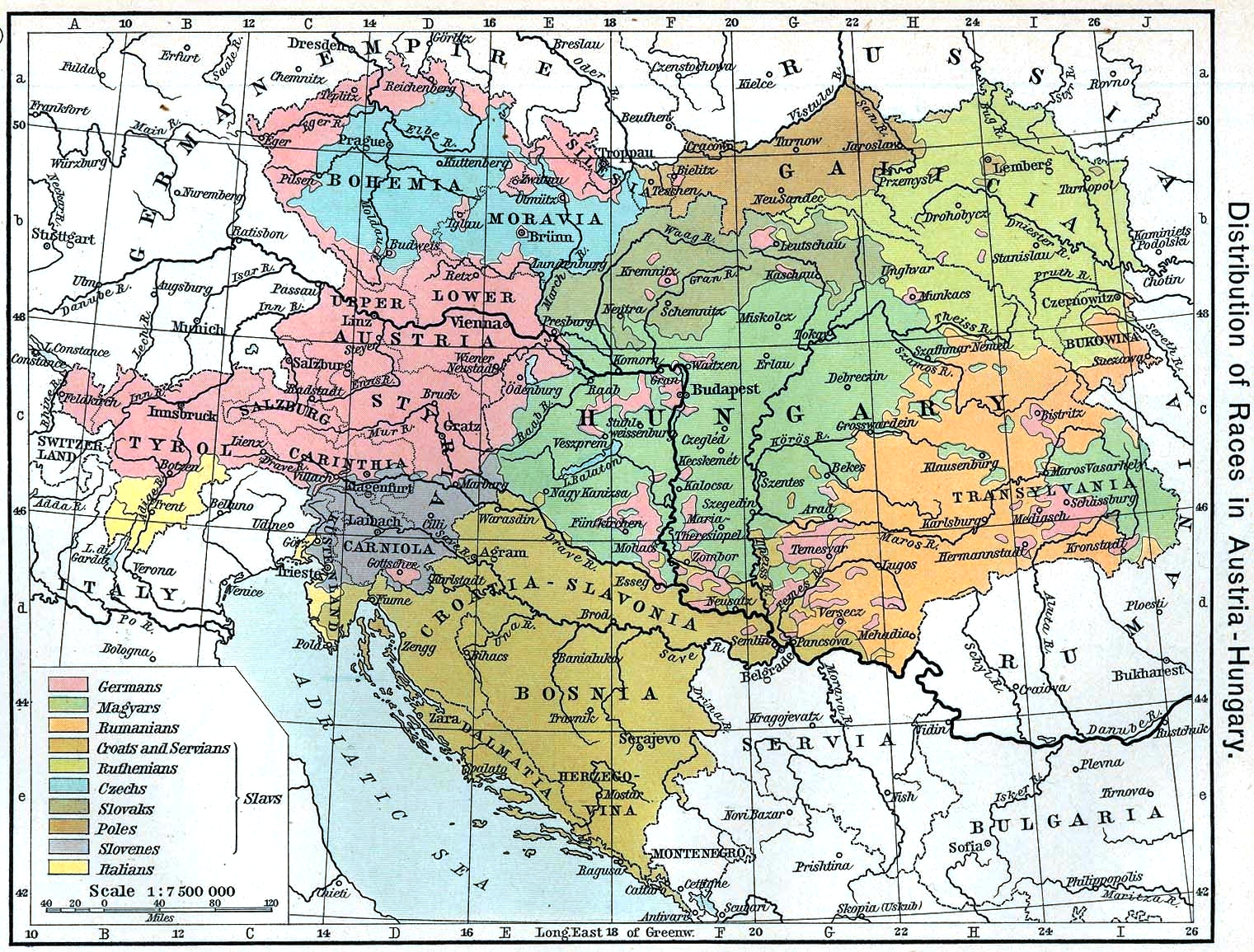
Carte ethnographique de l'Autriche-Hongrie en 1911, avec les Ruthènes en vert clair.
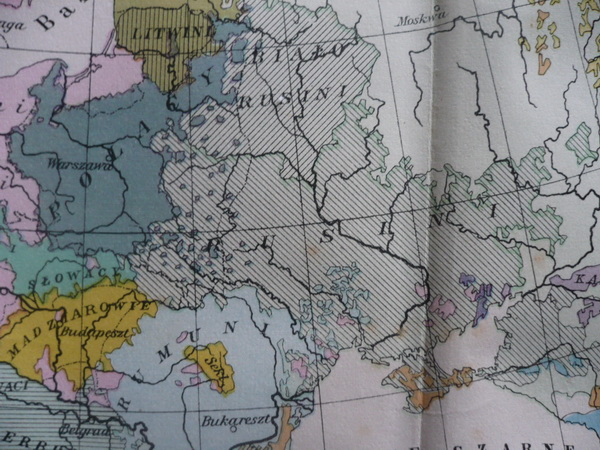
Carte polonaise de 1927 indiquant les Ukrainiens comme « Ruthènes » (Rusini) et les Biélorusses comme « Ruthènes blancs » (Białorusini).
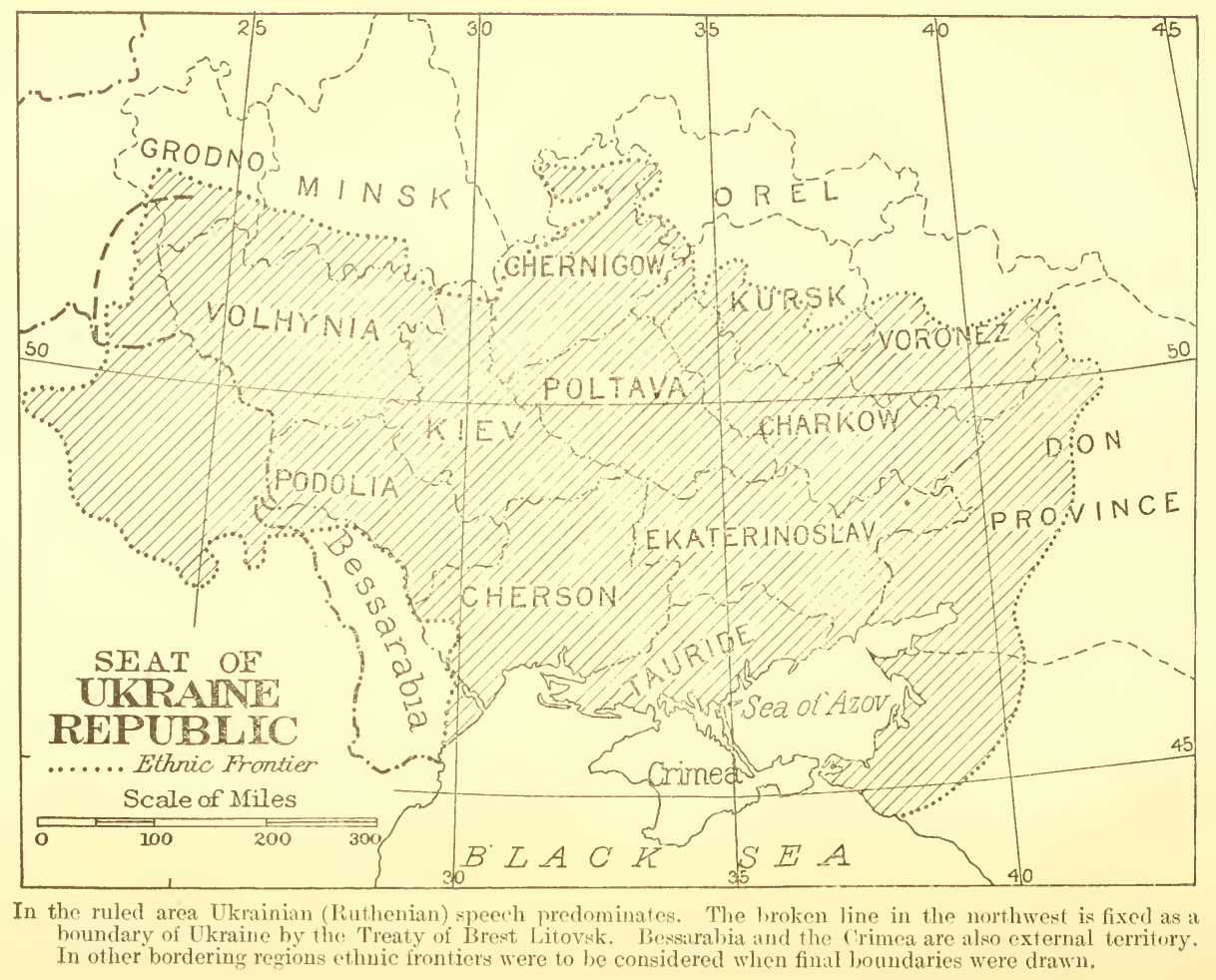
Carte de l'Ukraine en 1918, indiquant les zones ou le « ruthène » est prédominant.

## La culture ruthène

Livre en langue ruthène imprimé à Trnava (1727)

### Langue
La « langue ruthène » désignait exonymiquement un groupe étroitement lié de variétés linguistiques slaves orientales, en particulier celles parlées du XVe siècle au XVIIIe siècle dans les régions slaves orientales de la république des Deux Nations. À la fin du XVIIIe siècle, elles ont progressivement divergé en variantes régionales, qui ont ensuite donné naissance aux langues modernes biélorusse, ukrainienne, et rusyn,.

### Religion
Les Ruthènes pratiquaient notamment le christianisme orthodoxe ; ils pouvaient aussi être fidèles de l'Église grecque-catholique ruthène, de l'Église grecque-catholique ukrainienne et de l'Église grecque-catholique russe.

## Lectures complémentaires
- Herbermann, Charles, ed. (1913). "Ruthenians". Catholic Encyclopedia. New York: Robert Appleton Company.
- Himka, John-Paul. "Ruthenians". Internet Encyclopedia of Ukraine.
- "The Carpathian Connection" Carpatho-Rusyn Heritage